# José Luis Sánchez Méndez
José Luis Sánchez Méndez (Guadalajara, Castilla-La Mancha, España, el 17 de marzo de 1977) más conocido como Joselu Sánchez, es un exfutbolista y entrenador de fútbol español que actualmente dirige al Real Madrid C. F. "C" de la Segunda Federación.

## Trayectoria

### Como jugador
Jugaba de defensa central y se formó en las categorías inferiores del Club Deportivo Guadalajara, llegando a disputar cuatro temporadas como integrante de la Tercera División de España. Más tarde, se incorpora a la Real Sociedad Deportiva Alcalá para convertirse en capitán del equipo madrileño, en el que militó durante 15 temporadas a caballo entre la Segunda División B de España y la Tercera División de España, hasta su retirada como jugador en activo en 2013.

### Como entrenador
Comenzó en los banquillos en la temporada 2014-15 siendo entrenador del equipo juvenil del Club Deportivo Guadalajara en la División de Honor.
En la temporada 2015-16, firma por el Club Deportivo Azuqueca de la Tercera División de España, con el que disputó el play-off de ascenso a Segunda División B de España.
En la temporada 2016-17, firma por la Real Sociedad Deportiva Alcalá de la Tercera División de España, con el que disputó el play-off de ascenso a Segunda División B de España.
El 25 de octubre de 2017, se compromete con la Agrupación Deportiva Hogar Alcarreño de la Regional Preferente.
En la temporada 2018-19, firma por la Agrupación Deportiva Torrejón Club de Fútbol de la Regional Preferente. En su primera temporada en el conjunto franjirrojo lograría el ascenso a la Tercera División de España.
En las siguientes dos temporadas dirigiría a la Agrupación Deportiva Torrejón Club de Fútbol en la Tercera División de España. En la temporada 2019-20, el equipo de Torrejón se encontraba a dos puntos del descenso cuando la liga se suspendió por la pandemia y en la temporada 2020-21 logró disputar el play-off de ascenso a la Segunda Federación en los enfrentamientos de los subgrupos madrileños.
En la temporada 2021-22, firma por el Club Deportivo Elemental Ursaria de la Tercera División de España.
El 23 de abril de 2023, logra el ascenso a la Segunda Federación, tras finalizar en primera posición del Grupo VII de la Tercera Federación.
En la temporada 2023-24, dirige al conjunto madrileño en la Segunda Federación que acabaría con descenso administrativo.
El 29 de enero de 2025, firma como entrenador del Real Madrid C. F. "C" de la Segunda Federación.

## Clubes

### Como jugador
| Club                           | País              | Año       |
| ------------------------------ | ----------------- | --------- |
| Club Deportivo Guadalajara     | Bandera de España | 1998-1999 |
| Real Sociedad Deportiva Alcalá | Bandera de España | 1999-2013 |

### Como entrenador
| Club                                         | País              | Año             |
| -------------------------------------------- | ----------------- | --------------- |
| Club Deportivo Guadalajara (Juvenil)         | Bandera de España | 2014-2015       |
| Club Deportivo Azuqueca                      | Bandera de España | 2015-2016       |
| Real Sociedad Deportiva Alcalá               | Bandera de España | 2016-2017       |
| Agrupación Deportiva Hogar Alcarreño         | Bandera de España | 2017-2018       |
| Agrupación Deportiva Torrejón Club de Fútbol | Bandera de España | 2018-2021       |
| Club Deportivo Elemental Ursaria             | Bandera de España | 2021-2024       |
| Real Madrid C. F. "C"                        | Bandera de España | 2025-actualidad |